# HMS Styrsö (M11)

HMS Styrsös vapen.

HMS Styrsö (M11) är ett minröjningsfartyg av Styrsö-klass inom den svenska marinen. Dess tre systerfartyg heter HMS Spårö (M12), HMS Skaftö (M13) och HMS Sturkö (M14). HMS Styrsö tillhörde tidigare 42. minröjningsdivisionen vid 4. sjöstridsflottiljen men är numerad avrustad och i materialberedskap.